# Pyreneisk vänderot
Pyreneisk vänderot (Valeriana pyrenaica) är en kaprifolväxtart som beskrevs av Carl von Linné. Enligt Catalogue of Life ingår Pyreneisk vänderot i släktet vänderötter och familjen kaprifolväxter, men enligt Dyntaxa är tillhörigheten istället släktet vänderötter och familjen kaprifolväxter. Arten har ej påträffats i Sverige. Inga underarter finns listade i Catalogue of Life.

## Bildgalleri

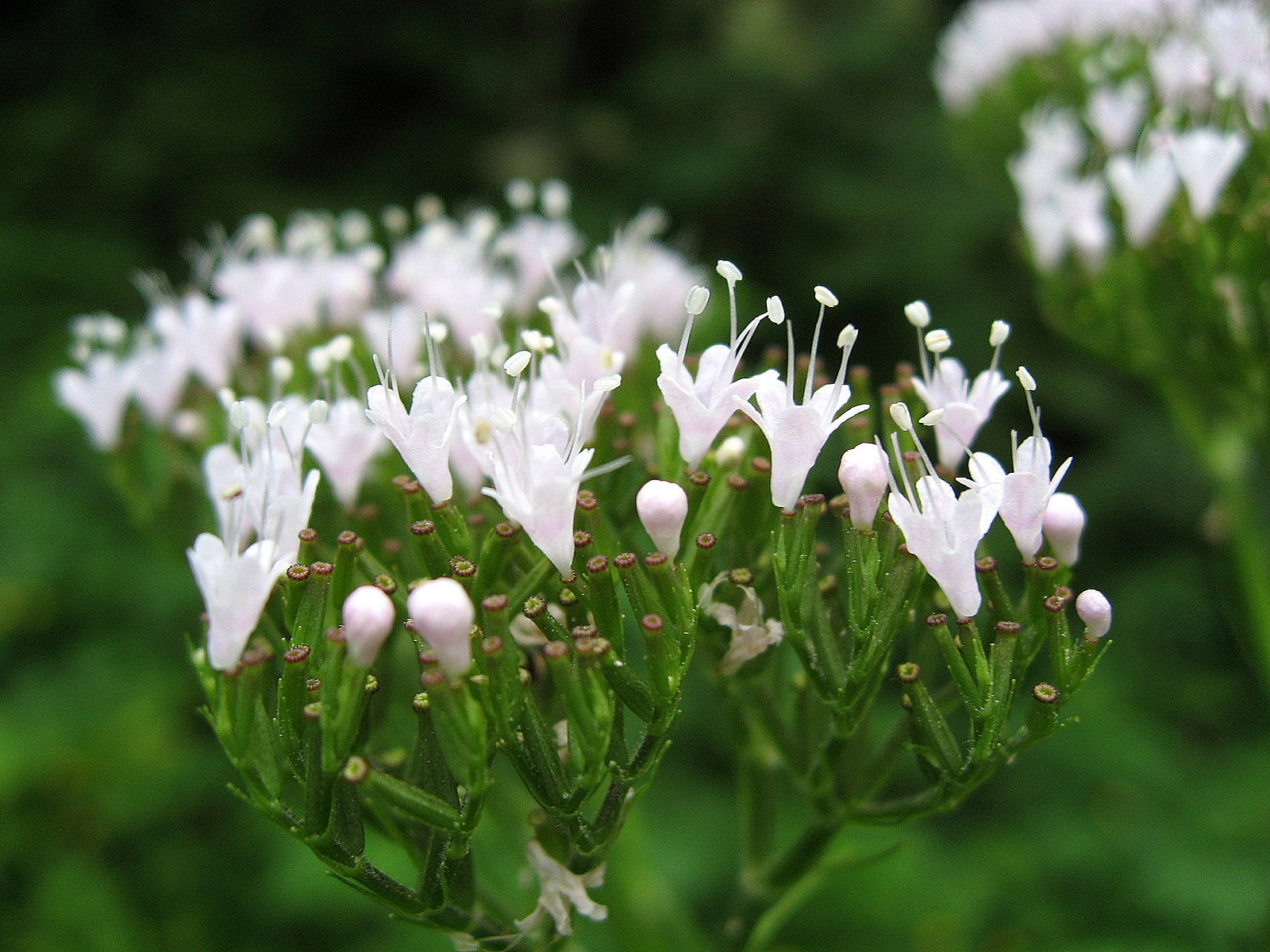
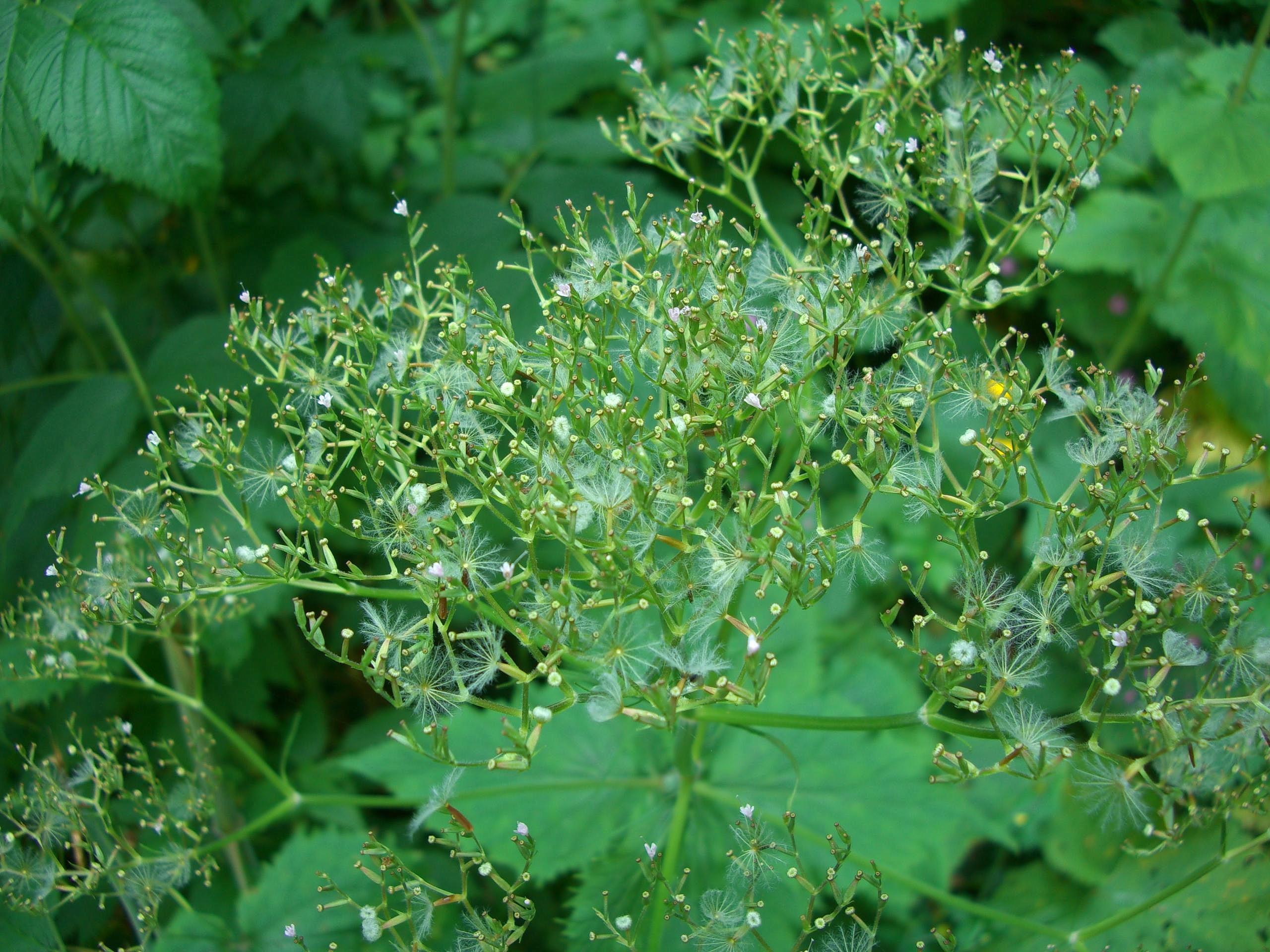